# 谷寿夫

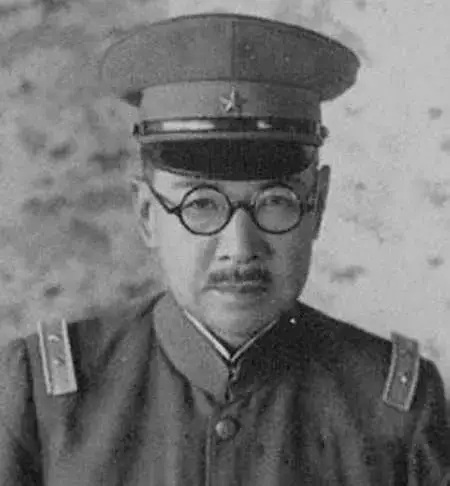
谷寿夫

谷 寿夫（たに ひさお、1882年（明治15年）12月23日 - 1947年（昭和22年）4月26日）は、日本の陸軍軍人。最終階級は陸軍中将。
陸士15期、陸大24期（優等）。師団参謀長、旅団長、師団長を歴任し、第6師団師団長として第二次上海事変、南京攻略戦に参加した。第二次世界大戦後、南京軍事法廷で、南京事件の責任者とされ死刑判決、銃殺刑に処せられた。

## 経歴
岡山県の農民出身。岡山中学校、東京府立四中（現東京都立戸山高等学校）卒業。
- 1903年（明治36年）11月 陸軍士官学校 第15期歩兵科卒。卒業時成績順位16番[2]。同期に乃木希典の次男乃木保典（歩兵科、日露戦争で戦死）、中島今朝吾（卒業順位32番、砲兵科[2]）。
- 1904年（明治37年）3月 近衛歩兵第1連隊付少尉として日露戦争に従軍。
- 1912年（大正元年）11月 陸軍大学校 第24期卒、卒業時成績順位3番で優等生。
- 1915年（大正4年）4月 イギリス大使館付武官補佐官
- 1917年（大正6年）8月 第一次世界大戦でイギリス軍に従軍（観戦武官）
- 1919年（大正8年）4月 陸軍大学校教官
- 1924年（大正13年）2月 陸軍大学校教官
- 1927年（昭和2年）3月 歩兵第61連隊長（大佐）
- 1928年（昭和3年）8月 第3師団参謀長
- 1930年（昭和5年）
  - 5月 国際連盟陸海空軍問題常設委員。
  - 8月 陸軍少将・同陸空軍の日本代表
- 1932年（昭和7年）8月 軍事調査委員会委員長
- 1933年（昭和8年）8月 近衛歩兵第2旅団長
- 1934年（昭和9年）8月 陸軍中将・東京湾要塞司令官
- 1935年（昭和10年）12月 第6師団（熊本）師団長に親補される。
- 1937年（昭和12年
  - 7月の盧溝橋事件の際、第6師団を率いて保定を攻略[1]。
  - 11月 第二次上海事変に参加。
  - 12月13日  第6師団が主力となった南京攻略戦に勝利[1]。
  - 12月28日 日本本土の中部防衛司令官に親補。
- 1939年（昭和14年）8月 待命。9月 予備役編入
- 1945年（昭和20年）
  - 8月12日[1] 召集され広島市への原爆投下により死亡した藤井洋治中将の後任として第59軍司令官兼中国軍管区司令官に親補。
  - 12月 終戦後、中国復員監就任、旧日本軍の中国本土からの引き上げを監督。
- 1946年（昭和21年）
  - 2月 GHQによってBC級戦犯として逮捕。
  - 8月 蔣介石国民政府へ引き渡された。
- 1947年（昭和22年）
  - 3月10日 南京軍事法廷で南京事件の責任者とされBC級戦犯として死刑判決。
  - 4月26日 同地で銃殺刑に処される[3]。墓所は多磨霊園[4]。

## 南京戦
1937年（昭和12年）10月29日施行を昭和天皇に裁可された、帷幄上奏勅令軍事機密『軍令陸甲第34号』を根拠とした、軍政上の奉勅命令である中支那方面軍司令部の動員命令が、陸軍大臣杉山元大将によって動員担任官へ伝宣され、同司令部の動員がなされた。動員担任官は上海派遣軍司令官（当時松井石根大将）であった。11月2日動員完結が同軍司令官から、杉山陸軍大臣と参謀総長載仁親王大将へ報告された
11月20日大本営設置。12月1日大本営参謀総長載仁親王大将から中支那方面軍の編成と南京攻略の奉勅命令が、松井石根司令官へ伝宣された。12月7日、国家元首、中華民国総統・蔣介石は南京から脱出した。9日、松井石根軍司令官は、南京城内の数ケ所にへ降伏を勧告するビラを投下し、南京防衛司令官・唐生智へ降伏を勧告したが反応はなかった。10日、松井軍司令官は全軍へ南京城への総攻撃を命令し、13日これを占領した。

## 南京軍事法廷

### 逮捕

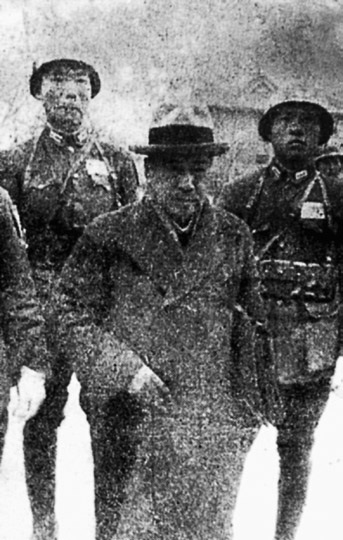
南京軍事法廷へ送られる谷

太平洋戦争後軍事法廷がアジア各地に開廷された。GHQは1945年9月9日戦犯容疑者逮捕命令の発令を開始し（日本の戦争犯罪）、翌年2月谷寿夫元第6師団長はGHQによって逮捕され、南京軍事法廷へ移送された。
以下、○印は谷寿夫逮捕時（昭和21年2月）の生存者で、×印は死去していた者。
中支那方面軍司令官 松井石根大将○    参謀長 塚田攻少将×　　参謀副長 武藤章大佐○
　　　上海派遣軍司令官 朝香宮鳩彦王中将○    参謀長 飯沼守少将○　　　参謀副長 上村利道大佐○
　　　　金沢第9師団長 吉住良輔中将○　　　　　　 　　 参謀長 中川広大佐○
　　　　京都第16師団長 中島今朝吾中将×（砲兵科）　　　 参謀長 中沢三夫大佐○
　　　　　（以下略）
　　　第10軍司令官 柳川平助中将×（騎兵科）  参謀長 田辺盛武少将○
　　　　熊本第6師団長 谷寿夫中将○　                   参謀長 下野一霍砲兵大佐○
　　　　宇都宮第114師団長 末松茂治中将○　 参謀長 磯田三郎砲兵大佐○
　　　　久留米第18師団長 牛島貞雄中将○（以下略）

### 弁明
・谷寿夫の弁明

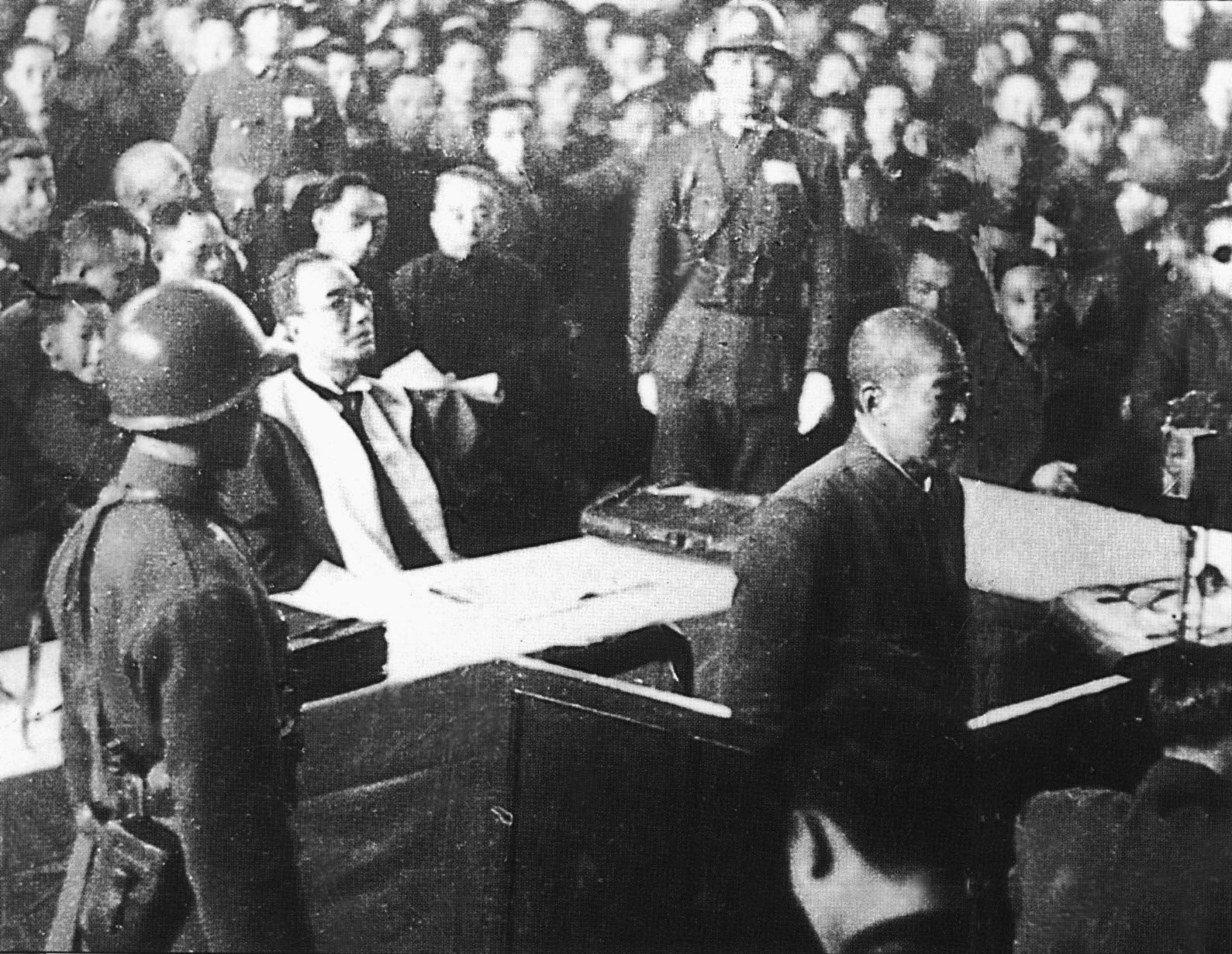
南京軍事法廷での谷

- (一)、（谷の）部隊は入城後、中華門一帯に駐屯し、十二月二十一日にすべて蕪湖に移動した。当時中華門一帯は激戦によって住民はすべて避難しており、虐殺の対象となるような者はいなかった。そのうえ被害者はみな、日本軍の部隊番号を指摘できていない。ゆえに虐殺事件は中島・末松およびその他の部隊が責任を負っているのである。犯罪行為調査表にも「中島(中島今朝吾 )」の字句が多く載せられているのは、被告と関係がないことを示している。
- ( 二 ) （谷の）所属部隊は軍規厳正でいまだ一人も殺害していないことを保証できる」。（中略）「被告所属の参謀長下野一霍・旅団長坂井徳太郎・柳川部隊参謀長田辺盛武・高級参謀藤本鉄熊などの召喚訊問を要請したい。そうすれば明瞭となろう。
- ( 三 ) 本事件の証拠はすべて偽造であり、罪を論ずる根拠となすには不十分である」

下野一霍砲兵大佐は、谷の訴追（逮捕起訴）時も生存していたが、下野一霍参謀長の証人出廷は、南京軍事法廷によって却下された。
なお、上記(一)は、指揮官クラスで、公に南京虐殺の存在を認めた唯一の証言だとされる。

### 判決

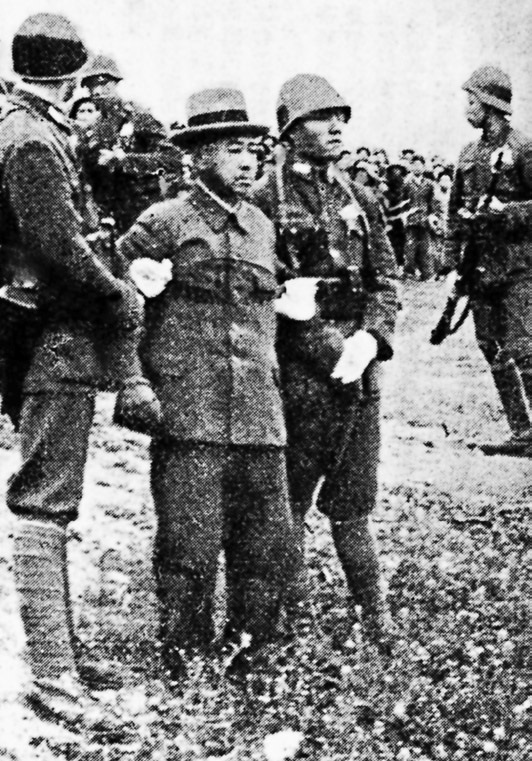
刑場に立つ谷

裁判長石美瑜による1947年3月10日判決では次のように宣告された。
「第一点について言えば、犯罪行為を共同で実行した者は、共同意志の範囲内で各自が犯罪行為の一部を分担し、互いに他人の行為を利用しもってその犯罪目的を達成しようとしたのであるから、発生したすべての結果に対して共同で責任を負わなければならない 。被告は南京を共同で攻撃した高級将校であった。南京陥落後、中島・牛島・末松などの部隊と合流して各地区に分かれて侵入、大虐殺および強姦略奪、放火などの暴行をおこない、捕らわれた中国の軍人・民間人で殺害された者、三十万余りの多きに達した。当時南京に滞在していた外国人は、国際団体の名義で二十六年十二月十四日から二十一日まで、すなわち被告の部隊の南京駐留期間に前後一二回、日本軍当局と日本大使館にそれぞれ厳重な抗議をおこなった。覚書のなかで日本軍の放火・殺人・強姦・略奪といった暴行、合計一一三件を付録につけ、日本軍が注意して部下を取り締まり、暴行の拡大を防止するように要請した。しかるに被告等各軍事指導者は、この悲惨な状況を映画フィルムや写真に撮り、戦績の表彰に利用しようとした。共同攻撃した各軍事指導者が契約した意図に基づき、計画的で大規模な虐殺・放火・強姦・略奪をおこなったことは明白である。被告の部隊は一〇日間だけ南京市の一角で虐殺などの行為を分担しただけだとしても、会戦の指導者と事前に連絡をとりあうという犯意をもち、相互に利用してその報復の目的を達したのである。上述の説明により、発生したすべての結果は、松井・中島・牛島・末松・柳川の各軍事指導者が共同で責任を負うべきものである。犯罪行為調査表に「中島」の字が載せられているとか、被害者が日本軍の部隊番号を指摘できていないなどの言辞を口実として、どうして責任のがれをもくろむことができるであろうか。まして南京市各地区の調査によれば、虐殺・強姦・略奪などの事件はおおかた被告部隊の南京駐留期間内 ( すなわち十二月十二日から同月二十一日まで ) に発生しているのであり、被告自身が認めているその担当地域である中華門一帯で放火・殺人・強姦・略奪にあった住民について調査可能な事件はすでに四五九件に達している」 。
「第二点について」「調査によれば被告所属の参謀長下野一霍・旅団長坂井徳太郎および柳川部隊参謀長田辺盛武・高級参謀藤本鉄熊などはひとしく南京を合同で攻撃した高級将校および参謀であり、計画的に実行された南京大虐殺事件では本来共犯容疑者である。たとえそれら容疑者が法廷で被告のために期待する陳述をおこなったとしても私情からかばったものにほかならず、被告に有利な判決の根拠とするには難しい。いまなお被告（谷）がその容疑者らに法廷で証言するよう要請することに拘泥するのは、それにかこつけて引き延ばしをもくろんだことにほかならない」。
「被告（谷）は作戦期間中凶暴残虐な手段をもって、兵を放任し捕虜および非戦闘員を虐殺し、強姦・略奪・財産破壊などの暴行をおこなったことは、ハーグ陸戦法規および戦時捕虜待遇条約の各規定に違反し、戦争犯罪(B級戦犯)および人道に反する罪(C級戦犯)を構成すべきものである」。
「方法と結果の関係については一回のものとして処断すべきである。また連続してほしいままにおこなった残虐行為は、犯罪意志の概括に基づき連続犯の例によって処罰を決めるべきである」。
「被告と合同攻撃の各軍事指導者は、率いた部隊が首都を陥れたのち、兵がほしいままに残虐行為をおこなうのをともに放任した」。
判決主文、「谷壽夫は作戦期間中、兵と共同してほしいままに捕虜および非戦闘員を虐殺し、強姦、略奪、財産の破壊をおこなったことにより死刑に処す」。

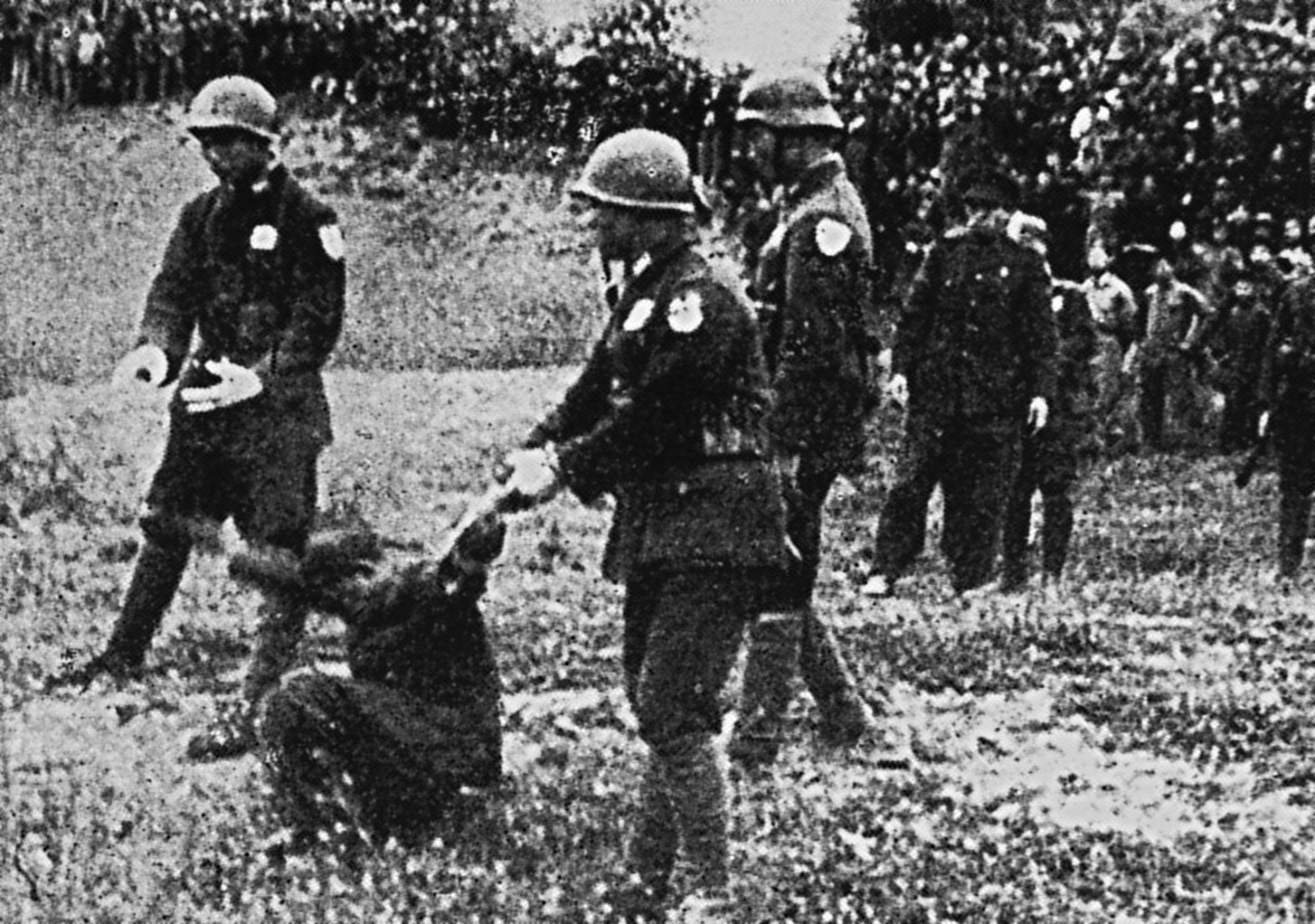
谷の最期

谷はBC級戦犯として死刑判決を受け、上申書を書いて再審を請求したものの容れられず、1947年4月26日、銃殺により処刑された。64歳没。処刑は蔣介石総統の執行命令によるものであった。軍司令官が開廷する軍事法廷での死刑判決の執行は、当地を管轄し統帥権を委託された連合軍軍司令官、南京軍事法廷では中華民国の統帥権を持っていた蔣介石総統の執行命令によるものだった。
谷以外の次の3人へ南京軍事法廷で1947年12月18日判決が下された。「百人斬り競争」として日中戦争当時新聞報道されていた、中島今朝吾第16師団第9連隊所属の野田毅陸軍少尉と向井敏明陸軍少尉、および難民や捕虜など非戦闘員300人を斬殺したとして、谷寿夫第6師団の歩兵第45連隊中隊長だった田中軍吉陸軍大尉が、BC級戦犯として死刑判決を受け、銃殺された。
なお、東條英機・板垣征四郎（A級戦犯）や、松井石根（B級戦犯）らの絞首刑は、1946 年1月19日『極東国際軍事裁判所条例』第17条によって、連合国最高司令官ダグラス・マッカーサー、アメリカ陸軍元帥の執行命令によっておこなわれた。絞首刑執行日1948 年12月23日巣鴨拘置所内。

## その他
谷の最上位の上官であった、中支那方面軍司令官松井石根大将は、南京軍事法廷ではなく、極東国際軍事裁判で起訴された。松井はA級戦犯の容疑では無罪とされたが、南京事件時の最高司令官だった責任を問われ、訴因第55項「違犯行為防止責任無視による法規違犯」（B級に含まれる）の罪で死刑判決を受け絞首刑となった。B級は通常の戦争犯罪、C級は「人道に対する罪」で、東京裁判では、ナチスドイツのホロコーストが該当したC級戦犯での訴追はなかったが、南京軍事法廷で谷は、南京事件防止責任放棄（B級、通常の戦争犯罪）のみならず、関与者とされ（C級）、野田毅・向井敏明・田中軍吉ら下級将校3人と同様、BC級戦犯で死刑とされた。
谷の師団参謀長だった下野一霍は「裁判当時松井大将以下関係首脳はA級戦犯として市ヶ谷で裁かれていた。また警備司令官中島中将はじめ関係者の多くが死亡していた。谷中将より上級者といえば直前の十二月二日上海派遣軍司令官に補せられた朝香宮鳩彦王中将がいる。しかし宮様に戦犯の名を負わせることはできないという配慮が動いて谷中将が現地責任を一身に背負ったのではないか。」と述べた。

## 栄典
位階
- 1904年（明治37年）4月7日 - 正八位[18]
- 1905年（明治38年）8月18日 - 従七位[19]
- 1910年（明治43年）9月30日 - 正七位[20]
- 1915年（大正4年）10月30日 - 従六位[21]
- 1920年（大正9年）11月30日 - 正六位[22]
- 1934年（昭和9年）9月1日 - 従四位[23]
- 1936年（昭和11年）10月1日 - 正四位[24]
- 1939年（昭和14年）9月28日 - 従三位[25]

勲章等
- 勲一等旭日大綬章 ：1940年（昭和15年）4月29日
- 勲一等瑞宝章 ：1939年（昭和15年）3月23日[26]
- 功五級金鵄勲章
- ロイヤル・ヴィクトリア勲章メンバー（MVO）
- 武功十字章（en）
- 一九一六年乃至一九一八年戦役記念十字章（ro） ：1930年（昭和15年）7月24日[27]
- 2等陸軍武功十字章（白）（en）
- 1940年（昭和15年）8月15日 - 紀元二千六百年祝典記念章[28]

## 家族
谷の息子・隼夫は、陸士第49期、陸大第58期卒業、中支那北朝鮮駐屯第34軍参謀で、中佐であったが、1944年11月に戦死した。

## 著書
陸大学生の教科書として『機密日露戦史』を著わした。本著には、当時存命だった元満州軍総司令部作戦課長松川敏胤大将などへ、直接谷教官が聴取した第一次史料がふくまれている。一方で第三軍の旅順攻囲戦に対して、当時第四軍参謀長だった上原勇作元帥などから内容に対して史実に反するという意見（例・満州軍司令部は二〇三高地主攻説に当初より賛同していたかの様に書いているが史実は大山も児玉、松川らは終始第三軍と同じく要塞正面攻略を支持している）もある。
- 『機密日露戦史』1966年（昭和41年）原書房
  - 新装版、原書房、2004年 ISBN 4-562-03770-9